# Максим Лепушенко
Максим Лепушенко (біл. Максім Лепушэнка; нар. 1974, Мінськ, Білоруська РСР) — білоруський вікіпедист, адміністратор і бюрократ білоруськомовного розділу Вікіпедії. Політичний в'язень.

## Життєпис
Відомий у Вікіпедії під псевдонімом «Maksim L.». Брав участь у офлайн-зустрічах, де розповідав про білоруську Вікіпедію. Писав переважно про давню історію Білорусі, також стежив за порядком у розділі та модерував суперечки учасників. Автор статей про культуру, літературу та біографій сучасних білоруських літераторів.

### Переслідування
Був затриманий 15 травня 2025 року. За повідомленнями ЗМІ, затримання Максима стало частиною репресій проти авторів та редакторів білоруської Вікіпедії. Максима Лепушенко звинувачують за статтею 342 Кримінального кодексу (організація та підготовка дій, що грубо порушують громадський порядок, або активна участь у них). Під час ув'язнення перебуває у СІЗО-1. 17 червня 2025 року білоруські правозахисні організації визнали його політичним в'язнем.